# Dentella dioeca
Dentella dioeca är en måreväxtart som beskrevs av Airy Shaw. Dentella dioeca ingår i släktet Dentella och familjen måreväxter.
Artens utbredningsområde är Northern Territory, Australien. Inga underarter finns listade i Catalogue of Life.